# Raleigh, North Carolina
Raleigh är huvudstad i delstaten North Carolina i USA. Staden har en yta av 299,3 kvadratkilometer och en befolkning som uppgick till cirka 403 892 invånare (år 2010). Raleigh har fått sitt namn efter upptäcktsresanden Sir Walter Raleigh.

## Bakgrund
Raleigh är säte för delstatsstyret och i staden finns kontor och residens för North Carolinas guvernör, mötesplats för generalförsamlingen samt delstatens högsta domstol.
I Raleigh ligger North Carolina State University (NCSU) som bedriver framstående forskning inom bland annat naturvetenskap och teknik. Universitetet har 34 000 studenter och 8 000 anställda (år 2011). Campusområdet är stort och trafikeras av gratisbussarna Wolfline.
I centrala Raleigh finns ett historiskt museum som beskriver North Carolinas utveckling och ett naturhistoriskt museum som visar dinosaurieskelett. Stadens huvudgata heter Fayetteville Street.

## Sport
- Ishockeyklubben Carolina Hurricanes, som spelar i National Hockey League (NHL), spelar sina hemmamatcher i PNC Arena i västra Raleigh.
- NCSU:s olika idrottslag, vilka samtliga går under namnet Wolfpack, lockar storpublik till sina matcher i bland annat basket, amerikansk fotboll och baseboll.

## Kända personer från Raleigh
- Michael C. Hall, skådespelare
- Anne Henning, skridskoåkare
- Andrew Johnson, före detta president i USA
- John Wall, basketspelare
- Evan Rachel Wood, skådespelare